# Juguesca
Una juguesca, o aposta, és pactar el guany o la pèrdua d'una certa quantitat de diners, o un altre bé, segons quin sigui el resultat futur d'un esdeveniment. L'esdeveniment esmentat pot ser qualsevol en el qual hi hagi un marge d'incertesa sobre el resultat final: jocs de cartes, jocs de societat (ruleta, bingo i altres), jocs populars com una porra, curses de cavalls i qualsevol altre que es pacti entre particulars o no.
En català es fa distinció entre l'aposta, o juguesca, que és l'acció d'apostar, i la posta, que es refereix a la suma de diners arriscada.
Des del punt de vista legal o bé resta prohibit totalment (com en els països islàmics) o se'n regula l'activitat (apostes de l'estat o autonòmiques, concessió de casinos i escurabutxaques, etc.).
Cal tenir en compte que, en general, els deutes de joc per apostes il·legals entre particulars, no són exigibles davant la llei i en canvi poden donar lloc a activitats criminals.
Les apostes, a banda del problema econòmic, poden generar el trastorn del comportament que es coneix com a ludopatia.
A l'àmbit dels videojocs en línia, les caixes d'espolis que s'han de pagar per a obrir-les i que aparega un objecte aleatori foren començades a ser considerades apostes en diversos països: l'abril de 2018 a Minnesota s'aprovà una llei que així ho considera, en altres estats dels Estats Units es proposà la consideració i a Bèlgica és considerat juguesca criminal des d'abril de 2018.